# Karla Avelar
Karla Avelar (1978) es una activista salvadoreña de derechos transgénero. Fue la Directora Ejecutiva de Comcavis Trans.

## Biografía
Ha recibido varias amenazas de muerte y sobrevivió a varios intentos de asesinato. El primero de ellos fue en 1992, cuando apenas era una adolescente, pero pudo desarmar a su agresor. También sufrió explotación sexual, violaciones y secuestro.
En 2008, Avelar fundó la organización de apoyo para las personas transgénero llamada COMCAVIS TRANS.
Avelar fue la primera mujer transexual que en 2013 en denunciar los crímenes de odio contra la comunidad LGTBI ante la Comisión Interamericana de Derechos Humanos (CIDH).
Fue finalista del Premio Martin Ennals en 2017. Tras su nominación su madre fue secuestrada por la Mara Salvatrucha, quienes le exigieron como rescate parte del dinero obtenido en el premio.
Debido a la persecución sufrida, tuvo que pedir asilo, primero en Irlanda y luego en Suiza.
Actualmente colabora para COMCAVIS TRANS, forma parte del grupo asesor de la Plataforma Internacional Contra la Impunidad desde 2018 y ingreso al comité directivo de la asociación ASILE en Ginebra desde 2019.

## Premios
- Finalista del Premio Martin Ennals (2017)[11]